# Kazimierz Mazur (ur. 1984)
Kazimierz Mazur jr. (ur. 4 marca 1984 w Warszawie) – polski aktor filmowy i teatralny.

## Życiorys
W 2003 zdał maturę i rozpoczął studia z politologii, które porzucił po pierwszym roku. W 2007 ukończył policealną Akademię Filmu i Telewizji na kierunkach „Sztuka operatorska” i „Organizacja produkcji”. Studiował dziennikarstwo w Warszawskiej Wyższej Szkole Humanistycznej im. Bolesława Prusa. W lutym 2009 zdał aktorski egzamin eksternistyczny przed komisją ZASP w Warszawie.
Odkąd skończył 12 lat, brał udział w castingach. Zadebiutował rolą Karola w filmie Jana Jakuba Kolskiego Pornografia. Od 2003 wciela się w rolę Kamila Hoffera w serialu TVN Na Wspólnej.
Uczestniczył w 13. edycji programu rozrywkowego TVN Dancing with the Stars. Taniec z gwiazdami (2011) i zwyciężył w 11. edycji programu Polsatu Twoja twarz brzmi znajomo (2019). W 2019 zasiadł gościnnie w jury w jednym odcinku 12. edycji Twojej twarzy... w zastępstwie za Kacpra Kuszewskiego.
Jest laureatem Medalu Młodego Pozytywisty.

## Życie prywatne
Jest synem aktora Kazimierza Mazura i impresario Beaty Bogdańskiej-Mazur.
Z żoną Ewą ma dwoje dzieci, Antoniego (ur. 2012) i Apolonię.

## Filmografia
Filmy i seriale
- 2003: Pornografia jako Karol
- od 2003: Na Wspólnej jako Kamil Hoffer, syn Romana
- 2008: Niania jako gwiazda serialu Na Wspólnej (odc. 92)
- 2008: Na dobre i na złe jako Tęczkiewicz, kandydat na rezydenta interny (odc. 347)
- 2008: BrzydUla jako ratownik medyczny (odc. 3, 25, 26)
- 2009: Popiełuszko. Wolność jest w nas jako kolega Kaśki
- 2009: Ojciec Mateusz jako Paweł (odc. 21)
- 2010: 1920. Wojna i miłość jako podporucznik Mateusz Dobrowolski (odc. 7)
- 2010: Ojciec Mateusz jako pracownik Klubu Wspinaczkowego (odc. 53)
- 2012: Yuma jako Rysio
- 2012: Czas honoru jako Niemiec zabity przez Rainera (odc. 53)
- 2013: Tajemnica Westerplatte jako kapral Edmund Szamlewski
- 2014: Ojciec Mateusz jako Jarek Sławkowski (odc. 146)
- 2015: Karbala jako łącznościowiec Łucki
- 2016: Zaćma jako szeregowy MO
- 2016: Na dobre i na złe jako ksiądz Piotr (odc. 634, 636)
- 2016: Bodo jako facet od piachu (odc. 2, 4)
- 2016: Barwy szczęścia jako Tomasz Wiśniewski w młodości (odc. 1415)
- 2017: Polscy szpiedzy 2 jako Jerzy Pawłowski (odc. 5)
- 2018–2019: Ślad jako Stanisław Szpunar, mąż Anny (odc. 1, 3, 65)
- 2018: Ojciec Mateusz jako Marcin Witczak, współwłaściciel szkoły nauki jazdy, syn Bogdana (odc. 243)
- 2018: O mnie się nie martw jako Tomaszewski (odc. 97)
- 2019: Komisarz Alex jako Mariusz Ciszek (odc. 137)
- 2020: Chyłka. Rewizja jako policjant Dajan (odc. 1)
- od 2020: Święty jako Andrzej Wróbel
- 2020: Kraj (film) jako Piotr Jabłoński
- 2020: Chyłka. Rewizja jako policjant Dajan (odc. 1, 5, 7)
- 2021: Kowalscy kontra Kowalscy jako lekarz (odc. 1, 12)
- 2021: Cudak jako Roman „Cudak” Cudakowski[7]
- 2023: 1670 jako chłop Wojciech
- 2024: Napad jako Sirocki

Dubbing
- Goofy na wakacjach (1995) jako Chad